# Eriocaulon nigrocapitatum
Eriocaulon nigrocapitatum là một loài thực vật có hoa trong họ Eriocaulaceae. Loài này được Kimp. mô tả khoa học đầu tiên năm 1994.